# Hyalonema drygalskii
Hyalonema drygalskii är en svampdjursart som beskrevs av Schulze och James Barrie Kirkpatrick 1910. Hyalonema drygalskii ingår i släktet Hyalonema och familjen Hyalonematidae. Inga underarter finns listade i Catalogue of Life.